# Delambre (cratère)
Pour les articles homonymes, voir Delambre.
Delambre est un cratère lunaire situé dans la mer de la Tranquillité. 
En 1935, l'Union astronomique internationale lui a donné le nom de Delambre en l'honneur de l'astronome français 
Jean-Baptiste Joseph Delambre (1749-1822).
Par convention, les cratères satellites sont identifiés sur les cartes lunaires en plaçant la lettre sur le côté du point central du cratère qui est le plus proche de Delambre.
| Delambre | Latitude | Longitude | Diamètre |
| -------- | -------- | --------- | -------- |
| B        | 1.7° S   | 19.6° E   | 10 km    |
| D        | 1.1° S   | 17.6° E   | 5 km     |
| F        | 1.0° S   | 19.3° E   | 5 km     |
| H        | 1.0° S   | 16.4° E   | 16 km    |
| J        | 0.3° S   | 16.8° E   | 12 km    |